# سيرجيو بيرتي
سيرجيو بيرتي (بالإسبانية: Sergio Berti)‏ (مواليد 17 سبتمبر 1969) هو لاعب كرة قدم. يلعب مع منتخب الأرجنتين لكرة القدم. سبق له أن لعب في كأس العالم لكرة القدم مع منتخب بلاده.

## روابط خارجية
- سيرجيو بيرتي على موقع الاتحاد الدولي (مؤرشف)  (الإنجليزية)
- سيرجيو بيرتي على موقع الاتحاد الأوربي (الإنجليزية)
- سيرجيو بيرتي على موقع قاعدة بيانات كرة القدم.إي يو (الإنجليزية)
- سيرجيو بيرتي على موقع ناشيونال فوتبول تيمز (الإنجليزية)
- سيرجيو بيرتي على موقع عالم كرة القدم.نت (الإنجليزية)